# Phylidorea squalens
Phylidorea squalens är en tvåvingeart som först beskrevs av Zetterstedt 1838.  Phylidorea squalens ingår i släktet Phylidorea och familjen småharkrankar. Arten är reproducerande i Sverige.

## Underarter
Arten delas in i följande underarter:
- P. s. squalens
- P. s. multidentata
- P. s. subpoetica